# Gotō Shōjirō
Goto Shojiro (Japans: 後藤 象二郎) (Kochi, 13 april 1838 – Hakone, 4 augustus 1897) was een Japans samoerai en politicus uit Tosa die zeer actief was tijdens en na de Meiji-restauratie. Hij was een van de belangrijkste deelnemers in de Beweging voor Vrijheid en Burgerrechten, die later tot de eerste Japanse politieke partij zou leiden. Later zou hij vele ministerposten bekleden in de eerste kabinetten van Japan.

## Leven in Tosa

### Als student van Yoshida Toyo
Goto Shojiro werd geboren op 13 april 1838 in de han Tosa, nu Kochi, in Japan. Zijn eerste intrede in het politieke leven van Japan was tijdens de bakumatsu periode (1853-1867), toen de laatste shoguns Japan regeerden en de Tokugawa-familie aan de top stond. In deze tijd was Yamauchi Toyoshige (ook Yodo genoemd) de daimyo, landheer van Tosa. Yodo was een man die vaak meer interesse toonde voor personen onderaan de ladder dan aan zijn hoogste functionarissen of ambtenaren. Hij had niet veel op met de rijke families die zonder veel te doen veel te hoge inkomens kregen en zo bracht hij veel meer tijd door met de iets lagere samoerai, in het bijzonder met Yoshida Toyo, een vrij laag geplaatste umamawari, Hoge Bewaker.
Goto Shojiro was samen met Itagaki Taisuke en Fukuoka Kotei een volger en student van Yoshida Toyo. Deze drie mannen en Sakamoto Ryoma, allemaal uit Tosa, speelden later, met het einde van de heerschappij van de Tokugawa-familie en het begin van de Meiji-restauratie, een grote rol in het politieke gebeuren van Japan. Omdat Goto's meester Yoshida tijdens een dronken moment een hoge ambtenaar van het bakufu, toentertijd de regering, had geslagen moesten Yoshida samen met zijn protégés weg blijven uit het politieke leven in Tosa. Dit was in 1854. In 1858 had Yodo het zo druk dat hij, zelfs met tegenspraak van bijna alle hoge functionarissen, Yoshida terug opnam in het bestuur. Deze nam zijn studenten, waaronder natuurlijk Goto, mee in het bestuur en gaf ze allemaal hoge functies. Uit het vertrouwen van Yodo in Yoshida kwam jammer genoeg niets dan ellende. De vele hervormingen die Yoshida invoerde met zijn nieuwe macht raakte vooral de portefeuille van de rijke families en samoerai in Tosa, terwijl hij voor de armere bevolking ook niet veel goeds bewerkstelligde. Hoog en laag klaagden over de dure en nutteloze maatregels die voor ontevredenheid zorgden in Tosa. De haat jegens Yoshida sprong ook over op zijn studenten, terwijl pas 10 jaar later zou blijken dat een man als Goto Shojiro betrouwbaar en talentvol was en veel goeds zou kunnen brengen in de han.
Op 8 mei 1862 werd Yoshida Toyo onthoofd toen zijn groepje met Goto Shojiro 's nachts op straat werd aangevallen. Deze aanvallers waren gestuurd door een samenwerking van rijke machtige mannen uit Tosa wier gezag en inkomen verzwakt waren door het beleid van Yoshida. Hierna vond er een grote omwenteling plaats in Tosa: een lang gepensioneerde Daimyo Yamauchi Toyosuke nam de leiding in de han aangezien Yamauchi Yodo nog in Edo vertoefde. Goto werd samen met al de andere studenten van Yoshida ontslagen en alles keerde terug zoals het ervoor geweest was.

### Aan de macht in Tosa
5 jaar later, in 1866-1867 was de spanning tussen de pro-shogun- en de pro-keizer-partijen sterk toegenomen. De han Satsuma en Choshu stonden aan de leiding om alle macht die de shogun op dat moment bezat terug te geven aan de keizer. In de Choshu-oorlog tussen Choshu en het leger van de shogun in 1866 had Choshu groot verlies geleden maar de anti-bakufu partij kreeg steeds meer en steeds machtigere aanhangers. Rond deze tijd waren er ook veel opstanden over de verhoogde voedselprijzen en zij eisten verandering. Het einde van het shogunaat van de Tokugawa familie was in zicht. Overal in Japan was deze spanning te voelen, dus ook in Tosa. Omdat bannelingen of ronin als Goto Shojiro en Itagaki Taisuke goede connecties hadden met de leiders van Satsuma en Choshu werden zij door de leiders van Tosa verontschuldigd en uitgenodigd om terug mee te doen in de politiek van Tosa.
Dankzij deze nieuwe kans kon Goto Shojiro zijn talenten laten bloeien. In Nagasaki en zelfs in Shanghai begon hij te handelen, vooral met buitenlanders dankzij de ongelijke verdragen die Japan had met het buitenland. Een van zijn missies was de maritieme expansie van Tosa, wat inhield dat hij schepen zou moeten kopen. Op 4 september 1866 kocht hij deze schepen in Nagasaki en hoewel er protest kwam uit de hoge rangen van Tosa doordat ze erg duur waren, kreeg Goto Shojiro de volledige steun van Yodo, nog steeds de Daimyo van Tosa. Deze was overtuigd door Goto dat Tosa groter dan ooit kon bloeien in deze moeilijke politieke situatie door het uitbreiden van het land met behulp van schepen. Eerdergenoemde Sakamoto Ryoma hoorde van Goto's plannen en was hierin zeer geïnteresseerd. In maart 1867 in Nagasaki ontmoetten de twee elkaar in een restaurant. Er is niet veel bekend over hun gesprek maar hun geschillen van het verleden werden opzij gelegd (Goto had de opdrachtgever van de moord op Yoshida Toyo laten vermoorden en deze was een vriend van de metgezellen van Sakamoto) en uit hun gesprek kwam een radicale verandering voor de han Tosa.
Op dat moment was Goto Shojiro een raadslid en Sakamoto nog steeds een banneling/ronin waardoor Goto hem plichtbewust had moeten arresteren. In de plaats hiervan luisterde hij naar zijn politieke ideeën en ze kwamen samen tot het besluit dat de anti-bakufu-strijdmachten overweldigend waren gegroeid en dat ze hun Daimyō moesten overhalen om de shogun te overtuigen zijn bevoegdheden vrijwillig terug te geven aan de keizer. Dit was iets anders dan wat Satsuma en Choshu in gedachten hadden. Deze hadden zich volledig voorbereid op oorlog met het shogunaat om zo met geweld de macht terug te geven aan de keizer, een toen vijftienjarige jongen, Meiji genoemd. Zelfs oude Tosa-vrienden zoals Itagaki Taisuke en Nakaoka Shintarō bereidden zich al voor op de oorlog. Gotō Shōjirō en Sakamoto Ryōma wilden de oorlog vermijden en hadden nog steeds respect voor de shogun. Dus kwamen ze met een politiek programma dat ervoor moest zorgen dat de shogun zijn macht vrijwillig aan de keizer zou afgeven maar de shogun zou nog steeds een hoge positie in de nieuwe regering krijgen.

### Het einde van het shogunaat
Dit politiek programma werd het AchtPuntenPlan genoemd en het bevatte het volledige restauratieprogramma. Het enige dat Goto Shojiro en Sakamoto moesten doen was de rest van de anti-bakufu factie overtuigen om niet meteen naar geweld te grijpen maar eerst dit plan aan de shogun voor te leggen. Eerst overtuigden ze de bestuurders van Tosa dat hun han weer moest meedoen in de nationale politiek. Nadat ze van deze toestemming kregen probeerden ze de leiders van de machtige han Satsuma over te halen en zo op 22 juli 1867 zaten de leiders van Tosa en de leiders van Satsuma in de grote stad Kioto bijeen. Bij de leiders van Tosa zaten natuurlijk Goto Shojiro, Sakamoto Ryoma en ook Nakaoka Shintaro, die meegewerkt had aan het plan. Aan de kant van Satsuma zaten Saigo Takamori, Okubo Toshimichi en Komatsu Tatewaki. Zo kwam de Tosa-Satsuma overeenkomst, waarmee de beide han beloofden te werken aan een programma dat grote gelijkenissen had met het AchtPuntenPlan van Sakamoto Ryoma, Goto en Nakaoka. Het hield onder andere in dat er een parlement moest komen met een Hoge en Lage kamer en dat alle macht voor de administratie van het land naar de rechtbank moest gaan. Dit natuurlijk samen met de vraag aan de shogun of hij zijn macht zou afstaan aan de keizer. Goto Shojiro overtuigde ook zijn voormalige Daimyo Yamauchi Toyoshige om een brief te schrijven naar de shogun om vrijwillig af te treden en zo bloedvergieten te vermijden. Toen de shogun, Tokugawa Yoshinobu de brief aankreeg, aanvaarde hij deze. Op 9 november 1867 zette hij een punt achter 265 jaar bakufu te Edo.

## Na de Meiji-restauratie

### in de regering
Het plan van Goto Shojiro om zonder bloedvergieten de shogun te laten aftreden was gelukt. Maar de radicale kant van de anti-bakufu liet het er niet bij zitten en pleegde een staatsgreep. Met Satsuma en Choshu aan top versloegen ze elke handlanger van het bakufu en na enkele zware veldslagen behaalden ze de totale overwinning. Hun eerste symbolische daad was de proclamatie van de 'Eed in vijf artikelen', die sterk leek op het plan dat Sakomoto en Goto een paar maanden daarvoor hadden opgesteld. In deze eed deed de keizer een soort intentieverklaring van de hervormingen die zouden gebeuren. Na de Meiji-restauratie kreeg Goto Shojiro een aantal belangrijke posten toegewezen in de gloednieuwe regering. Hij werd de gouverneur van Osaka en werd een raadsheer, sangi, van de nieuwe regering.

### Seikan-ron: het Korea-dispuut
In 1873 was er in de regering een discussie gaande over een militaire campagne tegen Korea. Korea beschouwde Japan nog als een wetteloos land en wilde daarmee geen diplomatieke betrekkingen aanknopen. Dit zorgde ervoor dat Goto Shojiro, Itagaki Taisuke, Okuma Shigenobu en nog enkele andere samoerai en raadsleden van de centrale overheid, vooral afkomstig uit Hizen en Tosa, besloten om in het geheim Saigō Takamori als gevolmachtigd onderhandelaar naar Korea te sturen. Dit zou in theorie als laatste onderhandelingsronde moeten zijn maar in feite was het bedoeld om de Koreanen te provoceren tot militair geweld. Hun doel was ook om de door Satsuma en Choshu overheersende regering te doorkruisen en van dit probleem een nationale consensus te maken. Jammer genoeg voor deze misnoegde samoerai kwam net toen de delegatie van de Iwakura-missie (1871-1873) terug van het buitenland. Deze delegatie bestond uit de meest voornaamste politici van Satsuma en Choshu. De regering raakte verscheurd in twee kampen: de 'thuisblijvers' (rusu-ha), hierbij hoorde Goto Shojiro, en de 'buitenlandvaarders' (gaiyu ha). In beide groepen waren anti-koreaanse gevoelens te vinden maar de tweede groep wou de binnenlandse structuur en de interne problemen voorrang geven en de eerste groep wou zo snel mogelijk Korea aanvallen. Uiteindelijk wonnen Satsuma en Choshu het van Tosa en Hizen en zo werd het plan om Korea aan te vallen van de agenda afgevoerd. Hierop namen veel vooraanstaande politici, waaronder Goto Shojiro en Saigo Takamori hun ontslag en zo ontstond bij de gloednieuwe Meiji-regering de eerste grote scheur in de nationale eenheid.

### Bij de Beweging voor Vrijheid en Burgerrechten
De Beweging voor vrijheid en Burgerrechten (Jiyu Minken Undo) stelde dat de mens de natuurlijke rechten van vrijheid en gelijkheid bezit en dat deze rechten hem door de hemel zijn gegeven (tenpu jinken). Deze stelling was het principe waarop de leden zich baseerden. De beweging werd opgericht na het Korea-dispuut door vele voormalige ministers en regeringsambtenaren die uit de regering waren gestapt. Rond en zelfs voor deze tijd in Tosa waren er reeds voorstaanders van vrije meningsuiting en verkiezingen. dezen waren evenwel niet sterk genoeg om door te dringen tot de regering maar hun nieuwe ideeën vormden een voedingsbodem voor politici als Goto Shojiro en samen met Itagaki Taisuke en andere medestanders richten zij op 17 januari 1874 een petitie naar het Sain, het hoogst wetgevende orgaan. Met de eis voor representatieve organen en zo de oprichting van deliberatieve raden en een parlement zouden ze het volk en de regering kunnen verenigen en zo een einde maken aan het autocratische bestuur.
Rond dezelfde tijd richtten Goto Shojiro en Itagaki Taisuke in Tōkyō de Aikoku Kōtō (Publieke Partij van Patriotten) op, die politici de kans gaf om buiten en boven het factionalisme te werken. Hun ideologie was gebaseerd op de hemelse rechten van de mens maar ondanks dit nobele doel kregen ze niet veel steun bij brede lagen van de bevolking. Als reactie op al deze 'politieke' opstanden liet de regering wetten afkondigen, inzake laster en inzake dagbladjournalistiek, waardoor er een censuur kwam op te ideologisch gevaarlijke artikelen. Samen met Itagaki Taisuke stapte Goto in 1875 even terug in de regering na de oprichting van de Genroin. Dit was een versmelting van de Hoven van Links en Rechts (Sain en Uin). Zijn taak was het bestuderen en formuleren van nieuwe wetsontwerpen en een grondwet. Dit was een soort antwoord van de regering op de vraag naar een grondwet. Reeds een jaar later stappen Goto en Itagaki er al uit wanneer blijkt dat de regering zelfs dit orgaan helemaal in de hand heeft en dus hun ideeën zouden toch afgekeurd worden. Beiden gaan zich terug bezig houden met de Beweging voor Vrijheid en Burgerrechten.
In 1881 stapte hij in de Partij voor Vrijheid (jiyu-to), die opgericht was door zijn vriend Itagaki Taisuke in 1875. Deze partij was vrij radicaal en had vooral aanhang bij ex-samoerai, handelaars, industriëlen en landbouwers. Samen met de Partij voor Vrijheid werd door Okuma Shigenobu in 1882 de Constitutionele Partij voor Vooruitgang (Rikken Kaishin-to) opgericht, een iets gematigder partij. Een neppartij, de Constitionele Partij voor een Keizerlijk Bewind (Rikken Teissei-to), had weinig succes en werd een jaar later alweer opgeheven. De regering moest dus iets anders bedenken om de twee bovenstaande partijen in toom te houden en ze zaaide verdeeldheid tussen de twee partijen en ze versterkte de wet op samenscholing. Om de gemoederen wat te bedaren vertrok Itagaki Taisuke samen met Goto Shojiro op reis naar het buitenland. Dit bleek een slechte beslissing te zijn want toen ze terug thuis kwamen waren beide partijen helemaal verwaterd; de regering had gewonnen. Goto Shojiro gaf niet op en richtte in 1887 de Teigai-club op. Deze werd later de Grote Coalitiebeweging (Daido Danketsu Undo). Deze beweging opperde om de geschillen van hun land opzij te zetten en zo tegen de buitenlandse druk op te kunnen tornen. De overheid moest het land besturen overeenkomstig met de wil van het volk. Hun drie grootste aandachtspunten waren:
- vrijheid van vergaderen en vrijheid van meningsuiting,
- een nieuwe en meer assertieve diplomatieke koers (er was veel kritiek op de nog steeds ongelijke verdragen met het buitenland),
- verlaging van de grondbelastingen.

De regering trad zeer repressief op tegen de Daido Danketsu Undo en in december 1887 kregen zowat 570 activisten het verbod van het eerste Itō-kabinet om zich in de hoofdstad te bevinden. Goto Shojiro viel vreemd genoeg niet onder dat verbod maar in 1889 aanvaardde hij de portefeuille van de regering en een positie als minister van Communicatie in het kabinet van Kuroda Kiyotaka en pleegde hij vaandelvlucht. Zijn beweging verwaterde eens te meer.

### Terug in de regering
In 1889 werd Goto Shojiro dus minister van Communicatie in het kabinet van Kurada Kiyotaka en hij verbleef op deze post in het Yamagata-kabinet en het Matsukata Masayoshi-kabinet. Via het nieuwe Kazoku standensysteem kreeg hij de titel hakushaku (graaf) en in het tweede Itō-kabinet werd hij minister van Agricultuur en Handel. Door een handelsschandaal moest hij aftreden en keerde terug naar zijn zomerhuis in Hakone, Kanagawa. Daar stierf hij op 4 augustus 1897.